# Chen Muhua
Chen Muhua (ur. 21 czerwca 1921, zm. 12 maja 2011) – chińska polityk komunistyczna.
Pochodziła z Qingtian w prowincji Zhejiang, od 1938 roku była członkiem Komunistycznej Partii Chin. Okres wojny chińsko-japońskiej spędziła w bazie komunistów w Yan’anie. Ukończyła studia na wydziale budownictwa Uniwersytetu Jiaotong w Szanghaji, we wczesnych latach istnienia ChRL pracowała w ministerstwie kolei i Państwowym Biurze Planowania. W 1961 roku została wicedyrektorem Państwowej Komisji ds. Stosunków Handlowych z Zagranicą.
W latach 1978–1982 pełniła urząd wicepremiera ChRL, w latach 1981-1982 była również przewodniczącą Państwowej Komisji Planowania Rodziny. Od 1982 do 1985 roku pełniła funkcję ministra handlu zagranicznego, w latach 1982-1987 była członkiem Rady Państwa. W latach 1985–1988 była prezesem Ludowego Banku Chin, zaś w latach 1988-1998 przewodniczącą Ogólnochińskiej Federacji Kobiet.